# Gölyeri
Gölyeri (ryska: Gyol’eri) är en ort i Azerbajdzjan.   Den ligger i distriktet Jardymly, i den södra delen av landet, 200 km sydväst om huvudstaden Baku. Gölyeri ligger 683 meter över havet och antalet invånare är 508.
Terrängen runt Gölyeri är kuperad. Närmaste större samhälle är Arus, 8,6 km sydväst om Gölyeri. 
Omgivningarna runt Gölyeri är en mosaik av jordbruksmark och naturlig växtlighet. Runt Gölyeri är det ganska tätbefolkat, med 67 invånare per kvadratkilometer.